# Palača Grassi
Palača Grassi (italijansko Palazzo Grassi, znana tudi kot Palazzo Grassi-Stucky) je stavba v beneškem klasicističnem slogu, ki stoji ob Canalu Grande v Benetkah (Italija), med Palačo Moro Lin in Campo San Samuele.

## Zgodovina

### Prvi lastniki
V 16. stoletju je bila stavba v lasti družine Cini. Februarja 1605 jo je pridobil Alamanno Aragon Hocheppan, vnuk Cosima I. Medičejskega Družina Grassi se je prvič preselila v stavbo leta 1655.

### Družina Grassi
Palačo Grassi je zasnoval Giorgio Massari in je bila obnovljena med letoma 1748 in 1772. Massari je začel Palačo graditi medtem ko je dokončal Ca' Rezzonico na nasprotnem bregu reke.
Palača Grassi, ki je prišla pozno med palačami na Canalu Grande, ima akademski klasicistični slog, ki je v nasprotju z okoliškimi bizantinsko romanskimi in baročnimi beneškimi palačami. Ima formalno palačno fasado, zgrajeno iz belega marmorja, vendar nima spodnjih trgovskih odprtin, značilnih za številne beneške patricijske palače. Glavno stopnišče sta poslikala Michelangelo Morlaiter in Francesco Zanchi, strope pa sta krasila umetnika Giambattista Canal in Christian Griepenkerl. Palača Grassi je bila zadnja palača, zgrajena na Canalu Grande pred padcem Beneške republike  in največja palača.

### Fiat-Agnelli
Družina Grassi je palačo prodala leta 1840, lastništvo pa je sledilo številnim različnim posameznikom. Leta 1857 je stavbo kupil baron Simeone De Sina. Ob stavbi je bil ustvarjen majhen slikovit vrt.
Leta 1951 je stavba postala Mednarodni center umetnosti in kostumov. Sosednji vrt je bil spremenjen v gledališče na prostem (Teatrino), ki je bilo dokončno pokrito v 60. letih dvajsetega stoletja. Mednarodni center za umetnost in kostume je bil zaprt leta 1983.
Palačo je leta 1983 kupila skupina Fiat pod vodstvom pokojnega predsednika Giannija Agnellija in je bila podvržena popolni obnovi, ki jo je nadzoroval arhitekt Gae Aulenti. Cilj skupine je bil spremeniti Palačo Grassi v razstavno dvorano za vizualne umetnosti. Še danes se uporablja kot umetniška galerija.
Med letoma 1984 in 1990 je bil Pontus Hultén zadolžen za muzej umetnosti, ki je vseboval tudi gledališče na prostem s 600 sedeži. Leta 1990 je v tej stavbi arhitekt Aldo Rossi prejel Pritzkerjevo nagrado za arhitekturo.

### Zbirka Pinault
Maja 2005 je francoski podjetnik François Pinault kupil Palačo Grassi za 29 milijonov evrov. Preureditev stavbe je bila dodeljena japonskemu arhitektu Tadau Andu. Palačo so ponovno odprli aprila 2006 z razstavo Kam gremo?. Palača je razdeljena na 40 sob, ki zagotavljajo 5000 m² razstavnega prostora. Jean-Jacques Aillagon je bil prvi direktor muzeja.
Leta 2007 je François Pinault kupil Punta della Dogana, da bi jo preoblikoval v muzej sodobne umetnosti, združen s Palačo Grassi. Ponovno načrtovanje stavbe, ki je bila ob nakupu v razpadajočem stanju, je bila tudi dodeljena Tadau Andu. Punta della Dogana se je ponovno odprla po 14 mesecih prenove.
Leta 2013 je Tadao Ando preoblikoval Teatrino v avditorij s 225 sedeži.

### Razstave
Palača Grassi od leta 2006 predstavlja začasne razstave iz zbirke Pinault:
- Kam gremo? Izbor del iz zbirke Pinault, kustosinja Alison Gingeras, april 2006 - oktober 2006
- Picasso, la joie de vivre. 1945-1948, kustos Jean-Louis Andral, november 2006 - marec 2007
- Zbirka Françoisa Pinaulta: post-pop izbor, kustosinja Alison Gingeras, november 2006 - marec 2007
- 1. zaporedje – slike in skulpture iz zbirke Françoisa Pinaulta, kustosinja Alison Gingeras, maj 2007 – november 2007
- Rim in barbari. Rojstvo novega sveta, kustos Jean-Jacques Aillagon, januar 2008 – julij 2008
- Poševni tisk. Italijanska umetnost med tradicijami in revolucijami, 1968-2008, kustos Francesco Bonami, september 2008 - marec 2009
- Mapping the Studio: umetniki iz zbirke Françoisa Pinaulta, kustosi Francesco Bonami in Alison Gingeras. Predstavljeno v Palači Grassi in v Punta della Dogana. junij 2009 – april 2011
- Svet pripada tebi, kustosinja Caroline Bourgeois, junij 2011 – februar 2012
- Madame Fisscher, samostojna razstava Ursa Fischerja v sodelovanju s Caroline Bourgeois, april 2012 – julij 2012
- Glas podob, kustosinja Caroline Bourgeois, avgust 2012 – januar 2013
- Rudolf Stingel,[12] samostojna razstava, ki jo je pripravil umetnik v sodelovanju z Eleno Geuna, april 2013 – januar 2014
- Iluzija svetlobe, kustosinja Caroline Bourgeois, april 2014 – januar 2015
- Irving Penn, Resonance, kustosa Pierre Apraxine in Matthieu Humery, april 2014 – januar 2015
- Martial Raysse, kustosinja Caroline Bourgeois v sodelovanju z umetnikom, april 2015 – november 2015
- Sigmar Polke, kustosinja Elena Geuna in Guy Tosatto, april 2016 – november 2016
- Zakladi z razbitine neverjetnega, Damien Hirst,[13] kustosinja Elena Geuna. Predstavljeno v Palači Grassi in v Punta della Dogana. april 2017 – december 2017
- Krave ob vodi, Albert Oehlen,[14] kustosinja Caroline Bourgeois, april 2018 - januar 2019
- La Pelle, Luc Tuymans,[15] kustos umetnik v sodelovanju s Caroline Bourgeois, marec 2019 - januar 2020

- Waiting, Sun Yuan & Peng Yu, 2006.
- Rudolf Stingel, 2013.
- Very Hungry God, Subodh Gupta, 2007.

## Stavba
Odlikujeta jo dve veliki fasadi, ena sprednja stran je obrnjena proti Canalu Grande in ena proti Campo San Samuele, izstopa po svoji neverjetni velikosti in svoji belini. Označuje voljo družine Grassi, da bi bila javno priznana kot močna, vplivna in bogata: nekakšen statusni simbol.
Glavna fasada, v jasnem neoklasicističnem slogu, skriva zelo kompleksen in scenografski načrt, ki se je bolj zgledoval po rimskem kot po beneškem modelu. V središču je dvorišče s stebri, podobno dvorišču Palače Corner, ki strukturo deli na dva bloka: v sprednjem so štiri stranske sobe in osrednja dvorana, v zadnjem pa manjše sobe in razkošno okrašeno stopnišče Michelangela Morlaiterja in Fabia Canala, po obliki podobno kot v Palači Pisani Moretta. 
Če se vrnemo na glavno pročelje, je v celoti oblečeno v istrski kamen in spoštuje tradicionalno trojno razporeditev: okna linearnega videza in klasičnega navdiha so skoncentrirana v večkrakem oknu v vsakem od piano nobile. Odprtine se razlikujejo po okrasju: tiste v prvem nadstropju so okroglo obokane, tiste v drugem pa imajo zatrepe, ki so včasih ukrivljeni, včasih trikotni. Okna so ločena z gladkimi pilastri, ki se končajo z jonskim ali korintskim kapitelom. Ima vodni portal, razdeljen na tri odprtine, podoben slavoloku. Fasado zapira trak s vencem, ki skriva podstrešje.
Stranska fasada, ki je enako impozantna, slogovno posnema glavno, predlaga rimsko navdahnjeno talno in serlijansko pročelje. Na voljo so številna enokrilna okna z balkonom ali brez, lepo razporejena v parih.
- Palača Grassi v 1850-ih.
- Palača Grassi leta 1900.
- Fasada iz Canala Grande.
- Fasada iz Canala Grande.
- Fasada iz Canala Grande ponoči.
- Vhod.
- Glavno stopnišče.